# Praskovja Uvarova

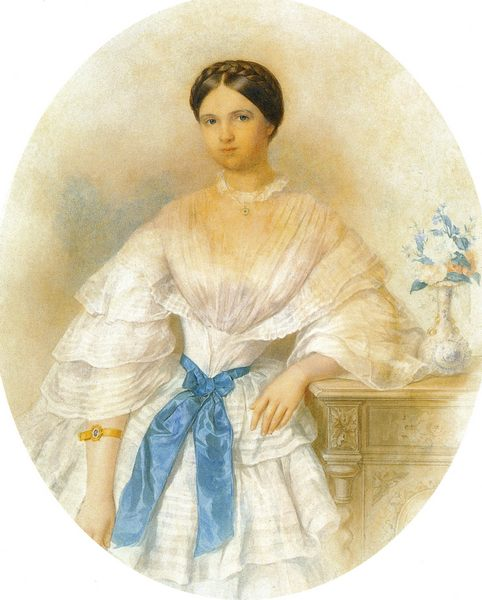
Praskovja Uvarova

Grevinnan Praskovja Sergejevna Uvarova (ryska: Прасковья Сергеевна Уварова), född furstinna Sjtjerbatov (Щербатов) 9 april 1840, död 30 juni 1924 i Jugoslavien, var en rysk arkeolog.
Hon gifte sig 1859 med greve Aleksej Uvarov (1818-85), som bildade och var ordförande i arkeologiska sällskapet i Moskva. Hon företog med sin man många studieresor, blev efter hans död ordförande i ovannämnda sällskap samt ledde själv tio stora allryska arkeologiska kongresser. Hon utförde omfattande utgrävningar, särskilt i Kaukasus, som hon i stor utsträckning genomströvade på hästryggen. En rad präktiga volymer om Kaukasus forntid tillkom på hennes initiativ och med omfattande bidrag av henne (Materialy po archeologii Kavkaza). Hon utgav även en katalog över Tbilisimuseets samlingar samt utförde forskning i Ural och på andra platser i samband med kongresserna. År 1916 utkom till hennes ära en festskrift med bidrag av ett 30-tal av Rysslands förnämsta arkeologer. Genom ryska revolutionen förlorade hon sina samlingar, sina gods och sitt hus i Moskva samt levde därefter i små omständigheter, först i Kaukasus, därefter i Jugoslavien.